# Зыбин, Виталий Александрович
Виталий Александрович Зыбин (род. 20 июня 1975, Нижний Тагил, Свердловская область) — российский хоккеист, нападающий, тренер.

## Биография
Воспитанник нижнетагильского «Спутника». Выступал за команды «Спутник» (1992/93, 1993/94 — 1994/95, 1996/97 — 2003/04), «Автомобилист» / «Спартак» Екатеринбург (1993/94, 1994/95 — 1996/97), «Спутник-2» (2002/03).
С 2013 года — тренер в школе «Спутника».